# Bamba Qadin
Bamba Umm Abbas Qadin (in arabo بامبا قادین‎?, turco: Pembe Kadin, "rosa"; Impero ottomano, ... – Il Cairo, 1871) è stata una nobile egiziana e membro della dinastia alawita come moglie di Tusun Pascià e Walida Pasha (regina madre) del loro figlio Abbas I d'Egitto .

## Biografia
Bamba Qadin nacque nell'Impero ottomano, forse in Egitto, in data sconosciuta. Secondo i documenti della famiglia Rukiye Kuneralp, risultava essere figlia di Mehmed Arif Bey e sorella di Fatma Zehra Hanım, moglie di un altro figlio di Mehmet Ali Pasha, Isma'il Pasha.  
Bembe divenne consorte di Tusun Pascià, figlio di Mehmet Ali Pasha, a cui diede un figlio, Abbas Hilmi Pascià, il 1 luglio 1812. 
Nel 1816 suo marito morì di peste e Bamba, insieme a suo figlio, venne accolta da sua suocera Amina Hanim.  
In suo onore, a Il Cairo, venne costruita la Sibil Kuttab Umm Abbas.  
Bamba morì nel 1871 nel palazzo Ataba al-Khadra, a Il Cairo, e fu sepolta a Qubbat Afandina, nel mausoleo di Khedive Tewfik Pasha. 